# Geneva Hound Dogs
 (février 2023).
Si vous disposez d'ouvrages ou d'articles de référence ou si vous connaissez des sites web de qualité traitant du thème abordé ici, merci de compléter l'article en donnant les références utiles à sa vérifiabilité et en les liant à la section « Notes et références ».
Le club de Geneva Hound Dogs est un club suisse de baseball situé dans le canton de Genève.

## Histoire
Le club évolue en NLB en 1988 puis en NLA de 1989 à 1991. En 1990 l'équipe remporte le championnat de NLA. Elle évolue en 1 Liga en 1993, puis en NLB groupe 1 en 1994.

## Palmarès
- Champion de Suisse de NLA: 1990.
- Champion de Suisse de NLB: 1988.